# Stanovništvo Nikaragve
Prema podacima CIA World Factbook-a za 2010. godinu u Nikaragvi živi 5.822.000 stanovnika, dok je 1950. živilo samo 1.295.000 stanovnika. Udio djece mlađe od 15 godina u 2010. godini bio je 34,5%, 60,9% je bilo između 15 i 65 godina starosti, dok je 4,6% bio udjel 65 godišnjaka ili starijih.
Devedeset posto Nikaragvanaca živi u Pacifičkoj nizini i obližnjim unutarnjim visoravnama. Stanovništvo je 54% urbano. Mnogi Nikaragvanaci žive u inozemstvu. Najnaseljeniji grad u Nikaragvi je glavni grad Managua, s populacijom od 1,2 milijuna. Prema podacima iz 2005. godine, više od 4,4 milijuna stanovnika živi u pacifičkim regijama Pacifik, Središnjoj i Sjeveroj regiji. U karibskom područje živi oko 700.000 stanovnika. 

## Etničke grupe
U 19. stoljeću znatan dio stanovištva činili su domorodački narodi, koji su se kasnije asmilimirali u velikoj mjeri u Mestike. Prvenstveno u 19. stoljeću, Nikaragvu je zahvatilo nekoliko valova imigracije iz drugih europskih zemalja. 
Prema popisu stanovništva iz 2005. godine 443.847 (8,6%) stanovnika se smatralo pripadnikom nekog starosjedilačkog naroda ili etničke zajednice. Preostala većina nikaragvanske populacije (91,6%) smatra se Mesticima i bijelcima, a većina njih je španjolskog, te neki njemačkog, talijanskog, portugalskog ili francuskog podrijetla. Mestici i bijelci uglavnom žive u zapadnom dijelu zemlje.
U zemlji živi i 19.890 stanovnika kreoliskog podrijetla prema popisu iz 2005. godine. Garifuna ima 3.271, a 112.253 ima ljudi koji se izjašnjavaju kao 'Mestizo de la Costa Caribe'

## Jezik
Službeni jezik u Nikaragvi je španjolski (poznat i kao Nicañol nikaragvansko španjolski). U Nikaragvi se koristi i oblik španjolskog jezika Voseo koji je čest i drugim zemljama Srednje i Južne Amerike, kao što su Honduras, Argentina i Urugvaj. 
Nikaragvanci na karibskoj obali govore svoje autohtone jezike i engleski. Autohtoni narodi na istoku koji koriste svoje originalne jezike imaju tendenciju da se također služe španjolskim i/ili engleskim jezikom. 162 624 nikaragvanskih državljana govori nekim od indijanskih jezika kao materinskim, a najrasprostranjeniji je miskito (154 400). Kreolsko engleskim jezikom govori 30.000 govornika.